# ایلین هیسکوک
ایلین هیسکوک (انگلیسی: Eileen Hiscock; ۲۵ اوت ۱۹۰۹ – ۳ سپتامبر ۱۹۵۸) ورزشکار دو و میدانی اهل بریتانیا بود.